# My Princess Boy
My Princess Boy (zu deutsch: „Mein Prinzessinnenjunge“ – das Buch liegt bisher allerdings nicht als Übersetzung vor) ist ein amerikanisches Bilderbuch von Cheryl Kilodavis mit Illustrationen von Suzanne DeSimone. Kilodavis brachte das Buch zuerst im Eigenverlag heraus. Am 21. Dezember 2010 veröffentlichte Simon & Schuster eine neue Ausgabe in ihrer Sparte Aladdin.
Cheryl Kilodavis schrieb das Buch über ihren Sohn Dyson und ihre Familie. Dysons Selbstausdruck entspricht nicht den stereotypischen Geschlechterrollen. Eine seiner Weisen dies zum Ausdruck zu bringen ist, indem er Kleider trägt, die für Mädchen gedacht sind.
Kilodavis benannte ihr Buch nach dem Schlüsselerlebnis, als Dyson ihr erklärte: „I am a princess boy.“

## Ausgaben
Cheryl Kilodavis: „My Princess Boy“ Aladdin; 1 edition (21. Dezember 2010), ISBN 1442429887.